# Май, Карл Иванович
Карл Ива́нович Май (нем. Karl Johann May; 29 октября (10 ноября) 1820 — 20 марта (1 апреля) 1895) — русский педагог-практик немецкого происхождения, работавший в Санкт-Петербурге, последователь передовых педагогических взглядов Николая Пирогова и Константина Ушинского; основатель и первый директор частной школы для мальчиков на Васильевском острове, известной под его именем.

## Биография
Родился в Санкт-Петербурге 29 октября (10 ноября)  1820 года; сын бронзовых дел мастера Иоганна Готлиба Мая (1787–1834), переселившегося из Торуни, и его жены Марии Якобины (урождённой Гелениус; 1800–1854), шведки по происхождению, уроженки Або.
С отличием окончил Главное немецкое училище Св. Петра — Петришуле, где учился с 1833 по 1838 год. В 1836 году получил официальную должность вспомогательного учителя в пансионе.
В 1845 году окончил историко-филологический факультет Императорского Санкт-Петербургского университета. Затем учил детей министра юстиции, работал учителем в начальных школах; в 1854—1861 годах вёл курс географии в Лесном и межевом институте.
В сентябре 1856 года К. И. Май возглавил частную школу для мальчиков, впоследствии ставшую известной как «Гимназия Мая» или Петербургская школа Карла Мая. Кроме исполнения обязанностей директора он преподавал в ней арифметику, всеобщую историю и географию; в своей работе использовал новейшие методы педагогов-современников, а для уроков географии создал собственную методику обучения. В своей гимназии он не только обучал воспитанников, но и помогал совершенствовать свои педагогические таланты начинающим учителям, так, по словам Павла Рогова, его «руководителем и наставником» в сфере образования стал Карл Май.
В 1890 году Май оставил пост директора, но продолжал вести уроки географии.
В 1871 году он стал одним из членов-учредителей Фрёбелевского общества.

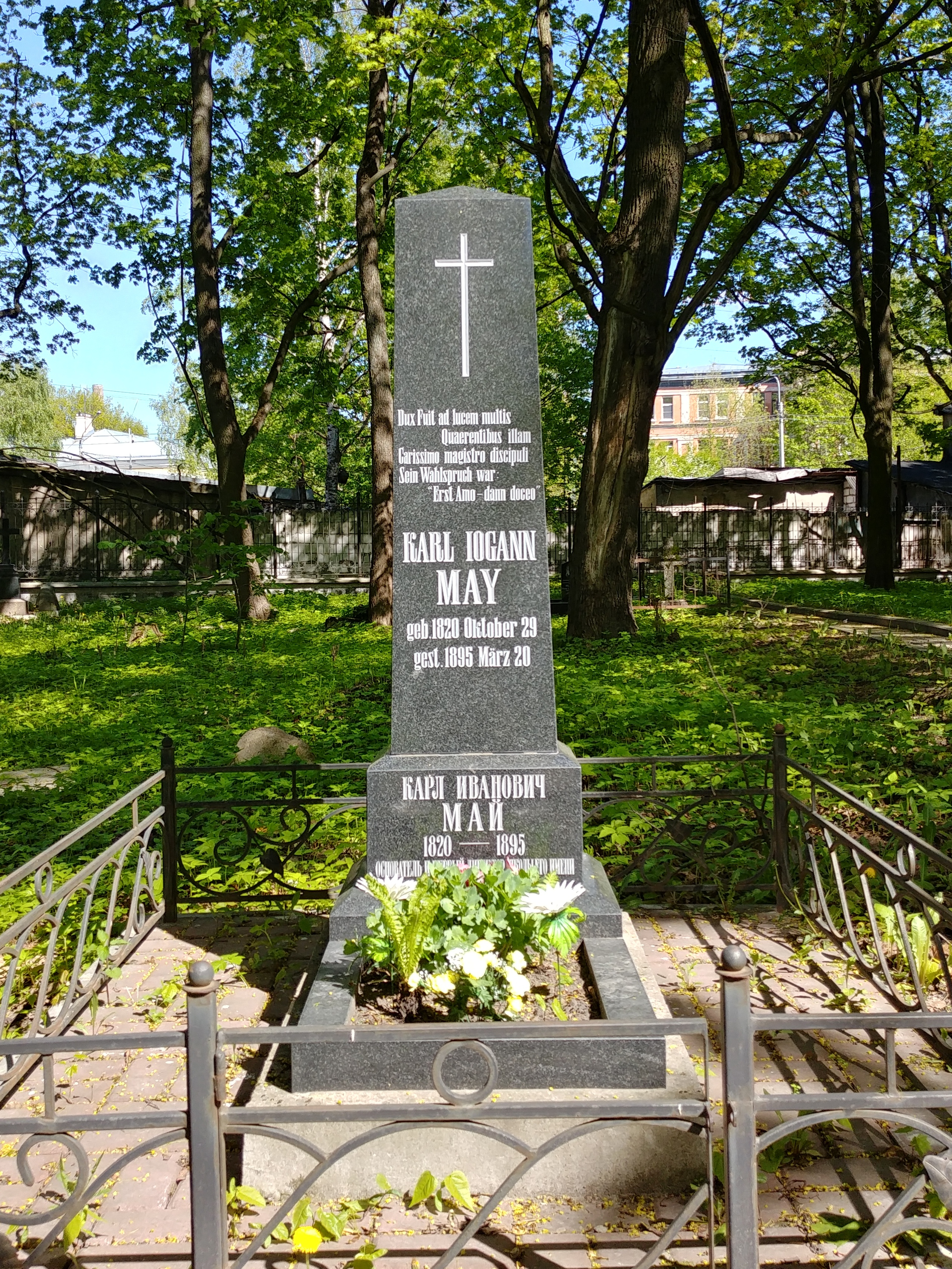
Кенотаф Карлу Маю на Смоленском лютеранском кладбище в Санкт-Петербурге

Умер 20 марта (1 апреля)  1895 года в Петербурге; был похоронен на Смоленском лютеранском кладбище, рядом с матерью и первой женой. Могила была разорена после Великой Отечественной войны и считалась утраченной; в 2010 году, к 190-й годовщине рождения педагога, на предполагаемом месте захоронения (уч. 72) был установлен кенотаф.

## Семья
Был женат дважды. С 14 июня 1861 года — на дочери петербургского купца Анне Николаевне Геймбюргер (1837—1863), скончавшейся через два дня после рождения дочери. Их единственная дочь:
- Анна (1863—1922), замужем за сенатором П. А. Кемпе.

С 25 октября 1875 года был женат на Агнессе Альбертовне Кемпе (1845—1928), старшей сестре своего зятя.